# Heini Halberstam
Heini Halberstam (11 tháng 9 năm 1926 – 25 tháng 1 năm 2014) là nhà toán học Anh gốc Tiệp Khắc làm việc trên lý thuyết số giải tích. Ông được nhớ tới là một phần của giả thuyết Elliott–Halberstam từ năm 1968.

## Cuộc sống và sự nghiệp
Halberstam được sinh tại Most, Tiệp Khắc 
và sau đó mất đi ở Champaign, Illinois, Mỹ. Bố của ông mất khi ông còn rất nhỏ. Sau khi Adolf Hitler sáp nhập Sudetenland, ông và mẹ của ông chuyển tới Prague. Vào tuổi mười hai, khi xâm lược địa bàn của Nazi đang tiếp tục lấn sau, ông là một trong 669 đứa trẻ được giải cứu bởi ngài Nicholas Winton. Nicholas Winton là người tổ chức Kindertransport, một con tàu cho phép lũ trẻ có thể rời khỏi địa bàn của Nazi. Ông được gửi tới Anh và tiếp tục sinh sống tại đó trong suốt thời gian của thế chiến thế giới thứ hai.
Ông nhận bằng tiến sĩ vào năm 1952, từ trường đại học Luân Đôn, dưới sự cố vấn của Theodor Estermann. Từ 1962 đến 1964, Halberstam là giáo sư toán học Erasmus tại Trinity College Dublin;  Từ 1964 cho tới 1980, Halberstam làm giáo sư toán học tại đại học Nottingham. Trong 1980, ông nhận vị trí tại đại học Illinois Urbana-Champaign (UIUC) và sau trở thành giáo sư Emeritus tại UIUC vào 1996. Năm 2012, ông trở thành hội viên của hội toán học Hoa Kỳ.
Ông cũng được biết tới cho hai quyển sách sau, cuốn Sequences với Klaus Roth trên lý thuyết số cộng tính, và một cuốn khác cùng với H. E. Richert trên lý thuyết sàng.